# Франкль, Пауль
Пауль Франкль, также Франкл (нем. Paul Frankl; 22 апреля 1878, Прага — 30 января 1962, Принстон, Нью-Джерси) — австрийско-немецко-американский историк и теоретик искусства.

## Биография
Пауль Франкль родился в Праге в известной семье раввина Спира-Франкль (Spira-Frankl). С 1888 по 1896 год он посещал немецкую гимназию, после чего поступил в Немецкую государственную гимназию (Staats-Obergymnasium) в Праге, которую окончил в 1896 году. Один год служил лейтенантом в австрийских вооружённых силах. Чтобы получить степень в области высшего образования, он обратился в католичество, что не было редкостью среди некатоликов в то время. Поступил в Высшую техническую школу (Technische Hochschule) в Мюнхене, а затем в Берлине и в 1904 году получил диплом архитектора.
В Берлине Франкль подружился с философами, художниками и теоретиками искусства, среди которых был Макс Вертгеймер (Вертхаймер), один из основателей гештальтпсихологии. Берлинцы познакомили Франкля не только с новыми системами мышления, такими как гештальтпсихология, но и с его будущей женой, художницей и музыкантом Эльзой Герцберг, которая делила студию с художницей Кете Кольвиц. Позднее у Франкля и Эльзы Герцберг было пятеро детей.
В 1908 году Франкль оставил работу архитектора, чтобы изучать философию, историю и историю искусства в Университете Людвига-Максимилиана в Мюнхене (Ludwig-Maximilians-Universität München) под руководством Бертольда Риля, основателя Института истории искусства (Institut für Kunstgeschichte), а затем Генриха Вёльфлина. В Университете Пауля Франкля интересовали вопросы определения формальных принципов, положенных в основу архитектуры итальянского Возрождения и последующей эпохи маньеризма и барокко. Бертольд Риль стал руководителем диссертации Франкля по истории росписи витражей XV века в южной Германии.
С 1910 года Франкль работал ассистентом Вёльфлина и писал докторскую диссертацию, в которой предполагалось изложить систематическое определение формальных принципов архитектуры, начиная с эпохи Возрождения. Франкль получил квалификацию в области истории архитектуры за работу «Этапы развития новой архитектуры» (Die Entwicklungsphasen der neueren Baukunst), выполненную под руководством Вёльфлина в 1914 году. Пауль Франкль находился под сильным влиянием теории Вёльфлина о закономерностях развития искусства, но не разделял его взглядов на значение формы в эволюции искусства архитектуры.
С 1914 по 1920 год Франкль занимал должность приват-доцента Мюнхенского университета, одновременно работая в альманахе «Справочник по искусствознанию» (Handbuch der Kunstwissenschaft; под ред. Альберта Бринкмана и Фрица Бургера). В 1921 году Пауль Франкль стал профессором Университета Галле. В 1933 году Франкль присоединился к группе медиевистов на XIII-м Международном конгрессе историков искусства в Стокгольме с собственным интересом: ознакомиться со шведской средневековой архитектурой.
В 1934 году нацисты лишили Франкля должности профессора в Галле. Покинув университет, он вернулся в Мюнхен, где написал трактат «Система искусствознания» (Das System der Kunstwissenschaft; 1938), в котором предлагал всеобъемлющую историю искусства, основанную на феноменологическом подходе. Книга была выпущена в Чехословакии, поскольку еврейские авторы подвергались цензуре в Германии и Австрии.
Франкль также совершил короткую поездку в Константинополь. В 1938 году, спасаясь от нацизма и в поисках работы, прибыл в США. Через шесть месяцев у него истёк срок действия визы, ему пришлось выехать на Кубу, а затем снова въехать в Соединённые Штаты в качестве иммигранта. Спустя время, в 1949 году, с помощью Макса Вертхаймера, Пауля Оскара Кристеллера (профессора философии и итальянской литературы эпохи Возрождения) и Эрвина Панофского Франкль получил должность историка искусства в Институте перспективных исследований Принстонского университета.
Его жена Эльза и дочь Сюзанна бежали в Данию. Поскольку сын Эльзы, Вольфганг, находился в Англии, Эльзе через шесть месяцев также разрешили въехать в Англию. Другая дочь, Иоганна, пережила войну в Берлине.
В качестве ответа на геноцид еврейского народа Пауль Франкль присоединился к комитету в Принстоне, который выдвинул проект Системы мирового правительства, которая бы гарантировала невозможность повторения расовых гонений. Среди членов комитета числился и Альберт Эйнштейн. В этот период Франкль написал книгу под названием «Мировое правительство» (Welt Regierung, 1948).
Франкль вернулся в Европу в 1947 году при поддержке фонда Гуггенхайма. Два года Франкль изучал европейские средневековые соборы и преподавал в европейских университетах. После возвращения в Соединённые Штаты, он работал над своими главными сочинениями: «Готика: литературные источники и интерпретации через восемь веков» (The Gothic: Literary Sources and Interpretations through Eight Centuries, 1960) и «Готическая архитектура» (Gothic Architecture, 1962), опубликованная в год смерти учёного. По определению Ж. Базена, для Франкля «готическое искусство существует в едином, не знающем границ пространстве; он рассматривает его глобально, как самостоятельное целое… и поочерёдно выводит на сцену важнейшие очаги становления, развития, расцвета готики в её многообразных проявлениях». Примечательно, что Франкль «в знак своего идейного нейтралитета написал эту книгу по-английски», хотя он неплохо знал семь языков.

## Научное творчество
В своей первой теоретической работе «Этапы развития новой архитектуры» (1914) Пауль Франкль, под влиянием концепций гештальтпсихологов и теории Г. Вёльфлина, предложил к рассмотрению четыре основных категории изучения истории архитектуры: пространственную композицию, обработку массы и поверхности формы, создание визуального впечатления и связь проекта с социальной функцией. Этим положениям Франкль оставался верен и в более поздних работах. На протяжении всей жизни он изучал средневековую архитектуру. Его исследование «Раннесредневековая и романская архитектура» (Die frühmittelalterliche und romanische Baukunst; 1926) раскрывает существенные различия между романской и готической архитектурой прежде всего в области формы, основанные на двух основных способах формообразования (нем. Formgebung). Первая, по Франклю, основана на «слагательном» (нем. additieren) способе, вторая на — «вычитательном» (нем. divisieren).
Франкль рассматривал историю искусства не просто как историю создания произведений и биографий художников (нем. Kunstgeschichte), а как науку, как «знание об искусстве» (нем. Kunstwissenschaft), и пытался обосновать её методологию на основе классической немецкой философии, особенно кантианской («Система искусствознания», Das System der Kunstwissenschaft, Brünn-Leipzig 1938). Его книга «Готика: литературные источники и интерпретации через восемь веков» (Принстон, 1960) является одним из фундаментальных исследований всего европейского искусствознания.
Под влиянием немецко-австрийской школы гештальтпсихологии Пауль Франкль выделял два понятия, или принципа, восприятия формы, — формулировки, заимствованные им у Алоиза Ригля, — «гаптического» (нем. haptische), или осязательно-плоскостного, и «оптического» (нем. optische), или зрительного и «далевого». Однако дихотомия этих установок, хотя и является психологическим феноменом, не рождена «слепым проявлением художественной воли», как формулировал Ригль, а принадлежит, по убеждению Франкля, самой природе изображаемых вещей. Теория изобразительного искусства не должна сводиться ни к психологии, ни, тем более, к физиологии зрительного восприятия. Не существует ни чисто гаптического, ни чисто оптического восприятия формы. Две «установки зрения» постоянно взаимодействуют и находятся в переменчивой и сложной взаимосвязи. Этот тезис согласуется с другой известной теорией формообразования в искусстве, разработанной немецким скульптором и теоретиком искусства Адольфом фон Гильдебрандом.
Главный аргумент Франкля против концепции Ригля заключался в том, что характер восприятия и отображения реальных объектов в искусстве включает как субъективные, так и объективные аспекты. Вопрос заключается в соотношении субъективной и объективной сторон творческого процесса. Искусство безусловно отражает объективный мир, но это отражение намного сложнее научного познания мира. Если в произведении искусства нет ничего, кроме механического воспроизведения предмета, то такое искусство будет не только мёртвым, но и субъективистским, предвзятым. И напротив, если художник вкладывает в произведение свою душу, то его произведение станет правдивым отображением предметности. Франкль формулирует этот парадокс следующим образом: «Чем объективнее отражение, тем субъективнее результат, и наоборот: чем дальше мы уходим от объективности, тем объективнее получается результат».

## Наследие и влияние
Работы Пауля Франкля оказали влияние на многих историков архитектуры, таких как Зигфрид Гидион и Николаус Певзнер. Учеником и последователем Франкля является выдающийся исследователь раннехристианской архитектуры Ричард Краутхаймер.
Материалы, касающиеся жизни и деятельности Франкля, в настоящее время хранятся в Институте Лео Бека (Leo Baeck Institute) в Нью-Йорке, США, и в архиве «Exil Literatur» во Франкфурте, Германия.

## Основные работы
- Витражи XV века в Баварии и Швабии (Die Glasmalerei des fünfzehnten Jahrhunderts in Bayern und Schwaben, Strasbourg, 1912)
- Этапы развития новой архитектуры (Die Entwicklungsphasen der neueren Baukunst, Leipzig, Berlin, 1914). Второе издание: Принципы истории архитектуры: четыре фазы архитектурного стиля (The Principles of Architectural History: The Four Phases of Architectural Style, 1420—1900, Cambridge, MA, London, 1968, 1973)
- Раннесредневековая и романская архитектура (Die frühmittelalterliche und romanische Baukunst, Potsdam, 1926)
- Система искусствознания (Das System der Kunstwissenschaft, Brno, 1938)
- Мировое правительство (Weltregierung, 1948)
- Судки для ловли рыбы (Kistenfiger, 1956)
- Готика: литературные источники и интерпретации через восемь веков (The Gothic: Literary Sources and Interpretations through Eight Centuries, Princeton, 1960)
- Хроника искусства (Kunst Chronik, 1961)
- Готическая архитектура. Статья для Британской энциклопедии (Gothic Architecture, 1962)
- Готическая архитектура (Gothic Architecture, Pelican Hist. A., Harmondsworth, 1962)
- К вопросу о стиле (Zu Fragen des Stils, Leipzig, 1988)